# Fokker C.X
Фоккер C.X (нидерл. Fokker C.X) — нидерландский ближний разведчик и лёгкий бомбардировщик, одномоторный биплан смешанной конструкции с неубирающимся шасси. Разработан под руководством Ф. Хентцена на заводе компании Fokker в Южном Амстердаме. Опытный образец вышел на испытания в 1934 году. Серийное производство начато в 1935 году. В 1938 году начато лицензионное производство в Финляндии на заводе Valtion lentokonetehdas (Тампере). Стоял на вооружении ВВС Нидерландов и их колоний с 1935 года, ВВС Финляндии с января 1937 года. Производство C.X на заводе Fokker прекратили в 1937 году.
Правительство Испанской Республики во время гражданской войны купило 2 Fokker C.X, а также лицензию на производство серии из 25 единиц. Выпуск предполагалось наладить на заводе SAF-15 в Аликанте, но отсутствие подходящих двигателей не позволило реализовать эту возможность, а купленные самолёты достались по итогам войны националистам.
В Финляндии производство приостановили в 1938 году, затем возобновили в апреле 1942 года, в декабре окончательно прекратили. В ВВС Финляндии самолёт использовался до 21 января 1958 года, когда был разбит последний самолёт, буксировщик мишеней FK-111.
Компания Airspeed получила лицензию на производство C.X для британского рынка под названием «Airspeed AS.22», однако, в конечном итоге ни одна машина не была произведена.

## Модификации
- C.X Series I : для ВВС Нидерландов, рядный двигатель;
- C.X Series II : 4 машины, выпущенные заводом Fokker для Финляндии;
- C.X Series III: финский лицензионный выпуск, изменённые верхние крылья (несколько увеличена стреловидность);
- C.X Series IV : финский лицензионный выпуск, 5 машин собраны из запчастей.

## Лётно-технические характеристики (H.P.42E)
Источник данных: Bombers a guide to Bombers of World War II

Технические характеристики
- Экипаж: 2
- Длина: 9,2 м (голландский), 9,1 м (финский)
- Размах крыла: 12 м верхнее, 10,5 м нижнее
- Высота: 3,30 м
- Площадь крыла: 31,5 м2

- Масса пустого: 1 400 кг
- Нормальная взлётная масса: 2 250 кг (голландский), 2500 кг (финский)
- Максимальная взлётная масса: 2 900 кг
- Силовая установка: 1 ×  Rolls-Royce Kestrel (голландский) или Bristol Pegasus XXI (финский; на FK-79 испытывался Bristol Perseus XII с металлическим винтом Ratier.)

- Воздушный винт: двухлопастный

Лётные характеристики
- Максимальная скорость: 320 км/ч (голландский) или 340 км/ч (финский)
- Крейсерская скорость: 150-170 км/ч
- Практическая дальность: 830 км (голландский) или 840 км (финский)
- Практический потолок: 8300 м (голландский) или 8400 м (финский)
- Скороподъёмность: 8,3 м/сек

Вооружение
- Стрелково-пушечное: 2 × 7,9 мм пулемёта в носу и третий на турели у летнаба (голландский). У финских машин в тех же точках пулемёты L-33/34 калибра 7,62 мм.
- Бомбы: 2 × 175 кг, или 4 × 100 кг на подкрыльевых подвесках

## Эксплуатанты
Нидерланды
- ВВС Нидерландов (20)
- ML-KNIL (ВВС армии Ост-Индии) (13)

 Финляндия
- ВВС Финляндии (39: FK-78 / −81, FK-82 / −94, FK-95 / −111, FK-111 / −115)

 Вторая Испанская Республика
- Испанская республиканская авиация (2)